# Ентезано (Удине)
Ентезано је насеље у Италији у округу Удине, региону Фурланија-Јулијска крајина.
Према процени из 2011. у насељу је живело 48 становника. Насеље се налази на надморској висини од 190 м.